# Üür
Der Üür (mongolisch Үүр гол; russisch Уурэ-Гол, Ури-Гол, Ур-Гол) ist ein linker Nebenfluss des Egiin Gol im Norden der Mongolei im Aimag Chöwsgöl.
Der Üür entsteht am Zusammenfluss zweier Quellflüsse an der Südflanke des Ostsajans unweit der Grenze zu Russland. Er fließt in südlicher Richtung durch das Bergland und trifft nach 331 km auf den von Westen kommenden Egiin Gol. Der Üür bildet den wichtigsten Zufluss des Egiin Gol und ist am Zusammenfluss wasserreicher als dieser. Der Üür entwässert ein Areal von 12.300 km². Im Frühjahr führt der Fluss Hochwasser. Im Winter gefriert der Fluss.